# Myrrbärarna

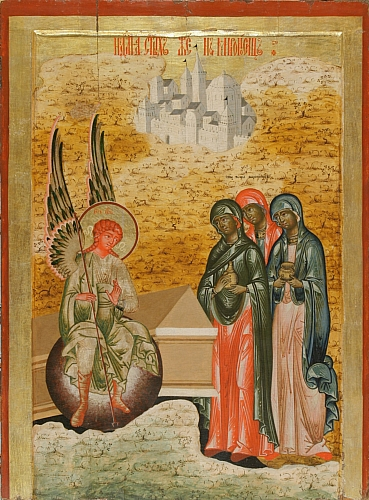
Östortodox ikon föreställande Myrrbärarna vid Jesu grav (Kizhi, 1700-talet).

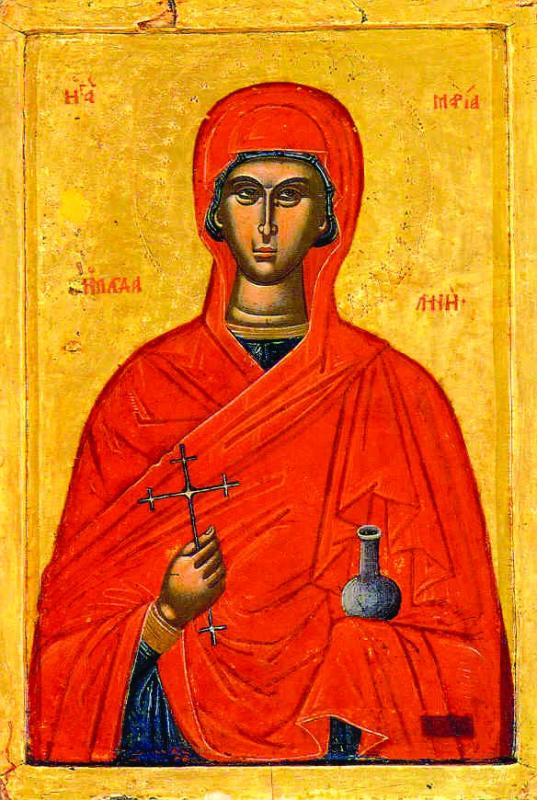
Maria Magdalena som myrrbärare.

Myrrbärarna (grekiska: Μυροφόραι, Myrofóri; kyrkslaviska: Жены́-мѷроно́сицы; rumänska: mironosiţe) var de kvinnor som kom till Jesu grav tidigt på påskdagens morgon och blev de första att se Jesus uppstånden. Till myrrbärarna räknas också Josef från Arimataia och Nikodemos, som tog ned Jesu kropp från korset, smorde den med myrra och aloe, svepte den i rent linnetyg och lade den i den nya grav som han hade låtit hugga ut åt sig i berget (Matteusevangeliet 27:55-61, 28:1-10; Markusevangeliet 15:40-16:11; Lukasevangeliet 23:50-24:10; Johannesevangeliet 19:38-20:18).
De myrrbärande kvinnorna hade följt och tjänat Jesus när han var i Galileen (Markusevangeliet 15:41). De förblev trogna mot honom även under den farliga tiden då han greps och avrättades, och stod inte bara vid korset, utan följde honom till hans begravning.
Josef från Arimataia var en lärjunge till Jesus, men i hemlighet (Johannesevangeliet 19:38). Nikodemos (grekiska: Νικόδημος) var en farisé och också medlem av Sanhedrin. Han hjälpte Josef att smörja och förbereda Jesu kropp inför begravningen.
Myrrbärarna anses oftast vara följande:
- Maria Magdalena
- Maria, Klofas fru
- Johanna Chusa
- Maria Salomé, mor till Jakob och Johannes, Sebedaios' söner
- Susanna
- Maria och Marta, Lasaros systrar
- Josef från Arimataia
- Nikodemos

Evangelierna nämner även "Maria som var Jakobs och Josefs mor" (Matteusevangeliet 27:56, Markusevangeliet 15:40). Detta anses traditionellt hänvisa till Theotokos/Christotokos (Jungfru Maria).